# Алимов, Нур Нивманович
Нур Нивманович (Нурмагомет Невманович) Алимов (29 января 1892 года, Тверь — 3 февраля 1964 года, Москва) — российский боксёр, первый абсолютный чемпион России по боксу, советский общественный и государственный деятель. Более известен под боксёрским прозвищем Кара-Малай (в переводе с татарского «Чёрный парень»).

## Ранние годы
Родился 29 января 1892 года в Твери в рабочей семье.
Когда ему было восемь лет, семья переехала в Москву. В десятилетнем возрасте Нур, работая курьером у купца, сам зарабатывал на хлеб. Купец перевел контору в Нижний Новгород из Москвы, ему нужно было первому узнавать о прибытии на его знаменитую ярмарку оптовых покупателей. Нур был вынужден за малую плату обходить гостиницы города по 6 раз, чтобы доставлять списки прибывавших торговцев своему работодателю, на сон Нуру оставалось 3—4 часа.
Страсть к боксу у Нура Алимова проявилась там же, ему особенно нравились турниры борцов-чемпионов. В 15 лет он стал активистом традиционных московских кулачных боев на льду в бедном районе Дорогомилово, где его за смуглую кожу и черноту волос прозвали — Кара-Малаем местные татары-мишари. В 1911 он году впервые участвовал в Москве на международном матче по боксу. Там он добился превосходных результатов, послав в нокаут сильнейших соперников.

## Спортивная карьера
После победы в матче по боксу 1911 года тренер по английскому боксу Владимир Михайлович Жуков пригласил Нура Алимова в кружок, именовавшийся как «Арена физического развития». Спортсмены не только встретили новичка дружелюбно, но и взяли на себя ответственность оплачивать занятия. В этом интеллигентном обществе и сформировалась личность Алимова. В 18 лет он без труда освоил чтение и письмо, заинтересовался драматургией, классической литературой, встречался со знаменитостями и писателями.
В 1912 году его прозвище Кара-Малай фигурировало в спортивных отчётах. Нур Алимов занимался плаваньем, бегал на коньках, играл в футбол, поднимал тяжести, ходил на лыжах, катался на велосипеде — увлекался почти всеми видами спорта и не раз получал призы. В городе Кургане ему выпал случай биться в татарской борьбе с местным знаменитым борцом Ахметом Жианом, и Алимов одолел его.
После трех месяцев занятий в тренировочном бою Алимов послал в нокдаун сильнейшего боксёра Москвы — своего учителя Жукова. Мэтр сразу понял, что это рождение многообещающего боксера и сердечно поздравил Нура.
Алимову предстояло схватиться с датчанином Свендсоном. Спустя 7 раундов Нур завершил борьбу нокдауном. Вскоре «Арена физического развития» присоединилась к ведущему петербургскому обществу «Санитас» и стала московским отделением.
В журнале «Геркулес» говорилось об успехах Алимова в боксе и о его усердных тренировках. Действительно, Нур Алимов, придя за час до начала занятий, много раз повторял боксерские, физкультурные упражнения, занимался атлетикой и после выбирал партнера тяжелее себя, чтобы поддерживать свою физическую форму.
В 1913 году бокс стал более популярным, стали проводиться клубные встречи. Боксеры «Санитаса» встретились с коллегами из ОЛЛС (Общество любителей лыжного спорта). Кара-Малай являлся сильнейшим боксером своего общества, поэтому он обязательно присутствовал на этой встрече. На ринге Алимов состязался с членом ОЛЛС — англичанином Кабриелем. Кара-Малай одержал победу, предотвращая попытки сопротивлений Кабриеля. «Русский спорт» писал: «Бой этой пары захватил всю, хотя и немногочисленную публику… Надо при этом заметить, что оба противника выказали много мужества и хладнокровия. У Кара великолепные прямые удары… Одно можно сказать, что из Кара с его великолепной боксерской фигурой в дальнейшем может выработаться первоклассный боксёр».
В 1914 году на первенстве московского «Санитаса» Кара-Малай победил всех тяжеловесов и стал чемпионом во всех весовых категориях в Петрограде. Общество направило его, единственного москвича, в Петроград. Там в 1915 году состоялось «Всероссийское первенство по тяжелой атлетике», в программу которого входил и бокс. Алимов стал чемпионом России в полутяжёлом весе.
В 1915 году был проведен первый чемпионат Москвы. Состязания проводились в рамках общегородского первенства по тяжелой атлетике. Чемпионат собрал одиннадцать боксеров. На соревнованиях были боксеры трех московских обществ: «Санитаса», «Общества любителей лыжного спорта» и «Замоскворецкого клуба спорта». Чемпионами стали боксеры «Санитаса»: Нил Ознобишин, Ланкау, Танатаров, Кара-Малай и Иванов. По существовавшей в то время традиции атлеты, ставшие чемпионами в своих весовых категориях, должны были встречаться между собой за звание лучшего боксера Москвы. Абсолютным чемпионом Москвы стал Алимов, победивший тяжеловеса Иванова.
Бой с боксёром Кабриелем был запечатлен на пленку французской кинокомпанией братьев Пате. Сохранились кадры из боёв П. В. Никифоров — Н. Н. Алимов (Кара-Малай) и Н. Н. Алимов — А. Г. Харлампиев.

### Тактика в боксе
Кара-Малай отдавал предпочтение английскому стилю в боксе. Он использовал контратакующие действия в дистанционном бою, чтобы потом наброситься на соперника и выполнить свинг: быстро отводил назад в горизонтальном замахе прямую правую руку и обрушивал на противника длинный боковой удар.

## Воинская служба
В 1915 году Нур Алимов был призван в Русскую Императорскую Армию, участвовал в боях на Западном фронте, затем стал обучать солдат рукопашному бою и готовить разведчиков. Воинское звание ефрейтор. После революции, фронтовик Алимов был избран солдатами в полковой комитет, вступил в партию большевиков в 1918 году. Стал активным участником Гражданской войны. В марте 1918 года был назначен командиром 1-й мусульманской дружины, в мае 1918 года был избран командиром 1-го мусульманского социалистического полка.
Осенью 1918 года у него заболели ноги, через месяц он встал на костыли, а ещё через месяц обходился палочкой, но был комиссован с военной службы.

## Гражданская служба
Сентябрь 1918 г. — декабрь 1918 г. Председатель Петряксинского волостного потребительского общества (Курмышский уезд Симбирской губернии).
Декабрь 1918 г. — декабрь 1920 г. Член правления Симбирского губернского потребительского общества. В 1919 году хлеба в Симбирской губернии заготовили вдвое больше, чем год назад.
Декабрь 1920 г. — апрель 1921 г. Председатель уездного бюро профсоюзов (г. Нуха, ныне г. Шеки, Азербайджан).
Апрель 1921 г. — февраль 1923 г. Управляющий районного управления Азнефти (местечко Бузовна Бакинского района, Азербайджан).
Февраль 1923 г. — январь 1925 г. Управляющий Гурзуфской группы совхозов Крымвинтреста (Гурзуф, Крым). Ввел прогрессивную шкалу оплаты за своевременную и высокосортную сдачу фруктов и закладку их в срок в винные погреба. За два года работы в Крыму Алимов вернул массандровским погребам высокую рентабельность.
Январь 1925 г. — март 1926 г. Председатель президиума Елабужского кантисполкома рабочих, крестьянских и красноармейских депутатов, защищал спортивную честь Елабуги на футбольном поле (г. Елабуга, Татарская АССР).
Март 1926 г. — декабрь 1926 г. — Член коллегии Народного комиссариата торговли Татарской АССР (г. Казань).
Декабрь 1926 г. — октябрь 1927 г. Торговый представитель Татарской АССР в Москве.
Октябрь 1928 г. — февраль 1928 г. Заведующий экспортным отделом Московской областной конторы внутренней и внешней торговли.
Февраль 1928 г. — июль 1930 г. Слушатель Всесоюзной торговой академии.
Июль 1930 г. — март 1932 г. Заместитель уполномоченного управления Наркомторга СССР по Средней Азии (Ташкент).
Март 1932 г. — март 1933 г. Директор Управления Ленинградской областной меховой промышленности Союзпушнины (г. Ленинград).
Март 1933 г. — март 1936 г. Председатель правления и член Президиума Московского межрайонного текстильного союза промысловой кооперации.
Март 1936 г. — ? Управляющий Московской областной конторы по снабжению сырьем и материалами системы промкооперации.

## Общественная деятельность
После установления Советской власти Нур Алимов включился в общественно-спортивную работу. Стал одним из организаторов популярного спортивного общества «Спартак». Войдя в физкультурное звено эскадрильи им. Горького, совершил агитационный перелет через шестнадцать областей и республик, с целью сбора средств на строительство советского аэрофлота. Возглавлял ряд спортивных организаций, в том числе Федерацию бокса РСФСР. Долгое время был членом Всесоюзной секции бокса.
В азербайджанском городе Нуха (ныне Шеки) организовал гимнастические курсы, популяризировал бокс.
Умер 03 февраля 1964 году. Похоронен в колумбарии № 18 Нового Донского кладбища г. Москвы.

## Награды
- Орден Красного Знамени.

## Семья
Родители Нура Алимова — выходцы из татарского села Петряксы Симбирской губернии (ныне Пильнинский район, Нижегородская область). Мать была ткачихой, а отец работал грузчиком.
- Отец — Нигман
  - Брат — Алимов Нуриман Нигманович (Невмянович) (1906—1943). Учитель. Арестован в 1937 году, умер в заключении в марте 1943 г. Сведения о смерти — из письма жены.
  - Брат — Алимов Саубан Нигманович (1901 г.р.). Преподаватель истории в школе. Арестован в 1950 году, освобожден в 1956 г.
- Жена — Лидия Петровна (1895—1982).
  - Дочь — Заира (1922—1984).